# Jedlík Lucas
Jedlík Lucas (v anglickém originále Luca$) je 17. díl 25. řady (celkem 547.) amerického animovaného seriálu Simpsonovi. Scénář napsala Carolyn Omineová a díl režíroval Chris Clements. V USA měl premiéru dne 6. dubna 2014 na stanici Fox Broadcasting Company a v Česku byl poprvé vysílán 1. ledna 2015 na stanici Prima Cool.

## Děj
Díl začíná na dětském hřišti, kde Homer usnul, když uvízl v obří kovové spirále prolézačky. Marge vysadí ve škole Barta a Lízu, kteří se schovávají na zadních sedadlech, aby si zachovali dobrou pověst. Homerův příběh je zobrazen formou retrospektivy, a když skončí, prolézačka se převrátí do louže. Bart je později viděn v kanceláři ředitele Skinnera, jak poskytuje alibi, proč přišel pozdě. Skinner se rozhodne přistoupit k tělesnému trestu, a zatímco je rozptylován školníkem Williem, Bart se dá na útěk. Bartovi se podaří Skinnerovi uniknout a ředitel s autem omylem nacouvá do autodílny. Bart se uchýlí do svého domku na stromě, kde zjistí, že se tam skrývá Haďák, jenž mu prozradí, že páchá zločiny, aby pomohl svému synovi Jeremymu. Přijede náčelník Wiggum, který si myslí, že je na stromě Haďák ukryt, a tak Bart zalže, že se Haďák dostal na vrchol hory Springfield. Ve škole Líza uvidí chlapce, jenž se dusí pizzou. Provede na něm Heimlichův chvat a odhalí, že se jmenuje Lucas Bortner a že soutěží v jedení. Nemyslí si, že by pro něj bylo takové soutěžení vhodné, ovšem zničehonic se do něj zamiluje. Pak přemýšlí o tom, že by ho ráda změnila. Mezitím Haďák, vděčný za Bartovo jednání, ukradne PlayStadium 4, parodii na PlayStation 4, a nechá ho v Bartově pokoji. 
Milhouse něco tuší a zjistí, že mu byly ukradeny jeho věci. Lucas přijde k Simpsonovým domů a na krátkou chvíli upoutá Homerovu pozornost poté, co vyřkne výraz „profesionální jedlík“. Lucas navrhne Líze různá jídla včetně vídeňské klobásy, borůvkového koláče, ovesných vloček, volně pečených fazolí, sumce a kravského mozku. Líza je znechucena kravským mozkem a vybere si fazole. Uvnitř domu začnou Patty a Selma Lucase urážet a přirovnávají ho k Homerovi a Marge je překvapená, že její dcera má Lucase ráda. Mezitím Bart začne dostávat další ukradené předměty od Haďáka, včetně tygra, rytířské zbroje, meče a štítu. Líza navrhne Lucasovi, aby snědl zmrzlinu, ale jemu z ní ztuhne mozek. Nařídí Líze, aby ho kopla do hlavy. Marge, jež Lízu z dálky sleduje, se domnívá, že se Líza chystá za Lucase provdat a ten jí zničí budoucnost. 
Bart jde do domku na stromě, kde zjistí, že Haďák ukradl Milhouseův myPad. Milhouse konfrontuje Barta a požaduje, aby Bart řekl, jak získává všechny věci zdarma. Bart se zpočátku snaží Milhouse rozptýlit tím, že mu pustí hudbu z Osmosu, Milhouse však požaduje, aby mu to řekl. Bart prozradí, že dárcem je Haďák, a Milhouse prozradí Haďáka úřadům, které ho chtějí popravit na elektrickém křesle. Marge navrhne Homerovi, aby vzal Lízu na večeři. Řekne mu, aby se choval jako džentlmen, aby ona chtěla totéž od svého budoucího manžela. Marge se rozpačitě snaží popřít, že mít manžela, jako je Homer, by pro Lízu bylo špatné, ale Homer rychle pochopí, že mu lže. Naštve se a odejde spát na Flandersův gauč s tím, že gauč Simpsonových nestojí za nic. 
U Vočka Homer konečně sebere odvahu a pozve Lízu na večeři a ona pozvánku přijme. Bart mezitím jede na policejní stanici a vysvětluje Haďákův příběh v naději, že by mohl být omilostněn. Wiggum Bartovu prosbu odmítne, ale Haďák stejně uteče. Homer se připravuje na večeři s Lízou a sarkasticky přísahá, že Marge neudělá ostudu, ale stále je rozhořčený z toho, jak ho vnímá, a Marge vypadá sklesle, když jí dá najevo svůj hněv. V restauraci The Gilded Truffle se Homer chová slušně a požádá o vegetariánské lasagne, ačkoliv chce, aby byly potřené kravskou krví. Objeví se Marge a snaží se omluvit za své jednání. Homer jí odpustí, když mu Marge prozradí, že má na sobě sexy fialové šaty, které si koupila za peníze získané prodejem šicího stroje. Nechá Homera a Lízu pokračovat v rande a čeká v baru restaurace, kde ji Jimbo začne balit. Druhý den ve škole Líza zjistí, že Lucas přestal „profesionálně jíst“ a rozhodl se dělat „to, co dělá Adele“. Pak se ho snaží naučit pískat, ale nedaří se mu to, i když si myslí, že píská.

## Přijetí
Dennis Perkins z The A.V. Clubu ohodnotil díl známkou C: „Rozuzlení ústřední zápletky je opět střídavě líné, nechutné a nedostatečně rozvinuté. Pokud mají být Simpsonovi hodnoceni podle svých vlastních zásluh, aniž by se odkazovali na svou minulou slávu, dobře, pouze na základě této epizody to není seriál, který bych si naladil každý týden.“
Díl získal hodnocení 1,9 a sledovalo jej celkem 4,30 milionu lidí, čímž se stal druhým nejsledovanějším pořadem bloku Animation Domination ten večer.